# قیر-یول (شهرستان سوزک)
قیر-یول (به لاتین: Kyr-Jol) یک منطقهٔ مسکونی در قرقیزستان است که در شهرستان سوزک واقع شده‌است. قیر-یول ۵۳۰ نفر جمعیت دارد.